# ليجيند القابضة
ليجيند القابضة هي شركة صينية استثمارية قابضة لها مصالح في التمويل والعقارات وتكنولوجيا المعلومات ، والمساهم المسيطر في شركتها الزميلة المعروفة ، مجموعة لينوفو .  تم تشكيلها من قبل الأكاديمية الصينية للعلوم ،  وكانت لينوفو في الأصل أسطورة الكمبيوتر ، حتى تم تغيير الاسم الإنجليزي في عام 2004. لكن اسمها الصيني لا يزال كما هو .

## روابط خارجية
- موقع شركة Legend Holdings Limited